# 大畑テレビ中継局
大畑テレビ中継局（おおはたテレビちゅうけいきょく）は、青森県むつ市大畑地区に置かれているテレビ中継局である。

## 中継局概要

### デジタルテレビ放送
| リモコン 番号 | 放送局名         | チャンネル 番号 | 空中線 番号 | ERP  | 偏波面   | 放送対象地域 | 放送区域 内世帯数 | 運用開始日      |
| ------------- | ---------------- | --------------- | ----------- | ---- | -------- | ------------ | ----------------- | --------------- |
| 1             | RAB 青森放送     | 34              | 300mW       | 1.1W | 水平偏波 | 青森県       | 約3,000世帯       | 2009年 10月30日 |
| 2             | NHK 青森教育     | 38              | 300mW       | 1.1W | 水平偏波 | 全国         | 約3,000世帯       | 2009年 10月30日 |
| 3             | NHK 青森総合     | 36              | 300mW       | 1.1W | 水平偏波 | 青森県       | 約3,000世帯       | 2009年 10月30日 |
| 5             | ABA 青森朝日放送 | 32              | 300mW       | 1.1W | 水平偏波 | 青森県       | 約3,000世帯       | 2009年 10月30日 |
| 6             | ATV 青森テレビ   | 30              | 300mW       | 1.1W | 水平偏波 | 青森県       | 約3,000世帯       | 2009年 10月30日 |

- 所在地： むつ市大畑町字涌舘[2]
- 放送区域： むつ市の一部[2]
- 2009年6月24日に予備免許が交付され[3][4]、8月下旬に試験電波を発射。10月26日に本免許が交付され、10月30日に本放送を開始した[1]。

### アナログテレビ放送
| チャンネル 番号 | 放送局名         | 空中線電力 （映像/音声） | ERP （映像/音声） | 偏波面   | 放送対象地域 | 放送区域 内世帯数 | 運用開始日     |
| --------------- | ---------------- | ------------------------ | ----------------- | -------- | ------------ | ----------------- | -------------- |
| 44              | NHK 青森総合     | 3W/750mW                 | 11W/2.8W          | 水平偏波 | 青森県       | 約3,000世帯       | 1972年 8月25日 |
| 46              | NHK 青森教育     | 3W/750mW                 | 11W/2.8W          | 水平偏波 | 全国         | 約3,000世帯       | 1972年 8月25日 |
| 48              | RAB 青森放送     | 3W/750mW                 | 11W/2.7W          | 水平偏波 | 青森県       | 約3,000世帯       | 1996年1月30日  |
| 50              | ATV 青森テレビ   | 3W/750mW                 | 11W/2.7W          | 水平偏波 | 青森県       | 約3,000世帯       | 1996年1月30日  |
| 52              | ABA 青森朝日放送 | 3W/750mW                 | 11W/2.7W          | 水平偏波 | 青森県       | 約3,000世帯       | 1996年1月30日  |

- 所在地： デジタルテレビ放送に同じ
- 2011年7月24日をもってすべて廃止された。
- 放送区域内世帯数は平成10年の無線局再免許による数値で、NHK局カバー世帯数[7]。
- ATVとABAのアナログ中継局としては、最後の開局となった。